# ヤクルトレディ

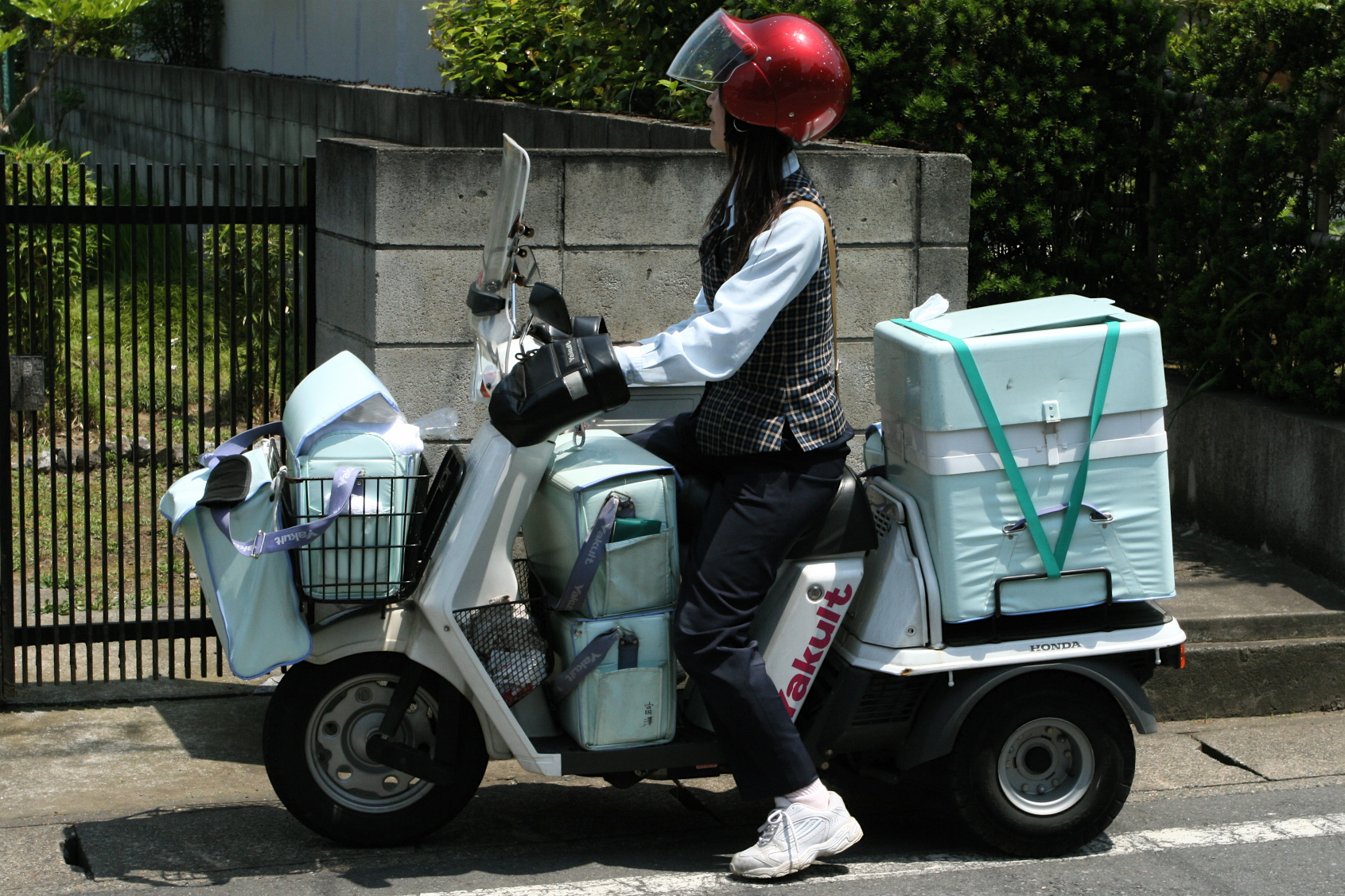
ヤクルトレディ（日本）

ヤクルトレディは、ヤクルトの製品を配達営業する販売員である。「ヤクルトさん」「ヤクルトおばさん」などと親しまれる。

## 概要

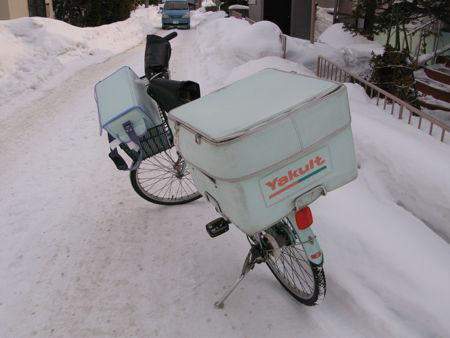
ヤクルトレディの自転車

2022年地点では32,000人以上在籍し、自転車、スクーター、自動車などでヤクルトの各種製品を営業販売する。「レディ」の名称であるが、男性販売員も少数ながら存在し、2022年度は約400人が男性である。「レディ」に代替する男性販売員側の呼称は特に存在しない。元プロ野球選手の石井一久などもスタッフを経験している。
1932年のヤクルトの販売当初は、新聞広告などの求人から募集した若い男性社員が中心であった。
1954年に高松で営業を開始する際に家庭の主婦に限定して販売員を採用すると販売数が増加し、ほかの地域も主婦を採用した事業所は業績が向上した。また当時、家電機器が普及し始めたことにより専業主婦の家事負担が軽減され、主婦の労働力が活用されないのは社会的損失であるとの世論も生じたことから、1963年に「婦人販売店システム」を全国で展開した。1970年代には子育てと仕事の両立を図るため、各販売会社は託児所を設けるなどして販売員の勤務環境を整えている。ヤクルトレディの多くは個人事業主であるが、社員雇用も行っている。
インターネットで受け付けた配達も地区を担当する販売者が配達し、配達途上に直接販売も対応する。
ヤクルトは世界31か国で販売し、ヤクルトレディは中華人民共和国やインドネシアなどのアジアやブラジルなどの南アメリカで採用している。欧州や北米はヤクルトレディを置いていない。

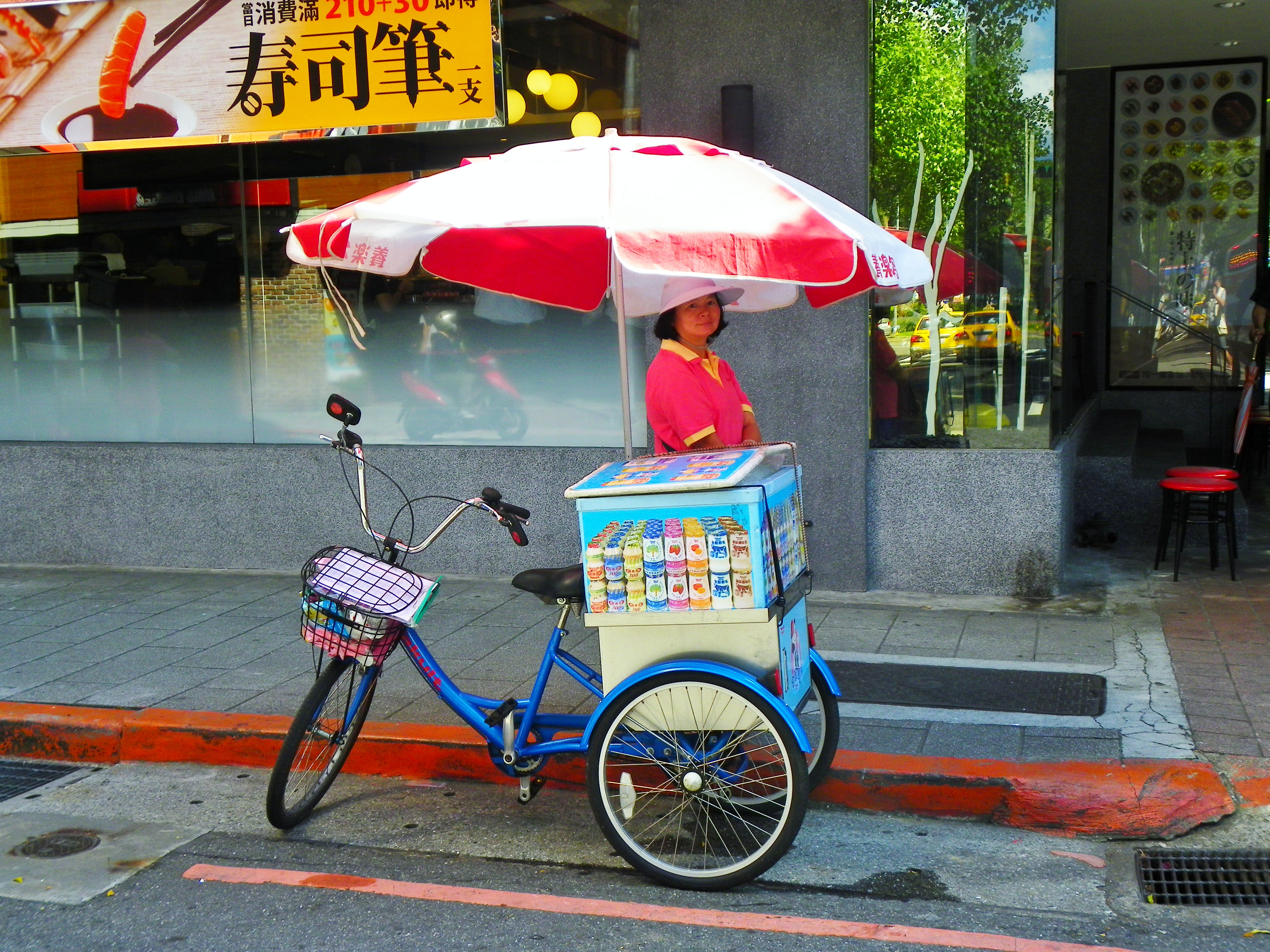
ヤクルトレディ（台湾）

## 特徴
ヤクルトはスーパーマーケット、コンビニエンスストア、自動販売機などの販路に比して販売員の口コミに利点があり、大麦若葉原料の粉末青汁が練り込まれた緑色のインスタントラーメン『麵許皆伝』や、『Yakult400』、『Yakult1000』など販売員経由のみ購入可能な宅配専用商品を設けている。店頭販売品として2021年10月に全国発売した「Y1000」と「ヤクルト1000」は容量や価格が異なる。
個人事業主のヤクルトレディの収入は「事業所得」に分類され、家内労働者等の事業所得等の所得計算の特例と青色申告特別控除が、同時にそれぞれ最大65万円まで適用可能となり、給与所得が適用される通常のパートタイマーと比べて、所得税や社会保険料の支払で有利となる事例が多い。販売員は各自で貸借対照表の基礎資料となる帳簿書類を用意し、各々が契約するヤクルト販売会社の顧問税理士に依頼することで確定申告の負担を軽減している。

## 愛の訪問活動
1972年に孤独死した福島県郡山市の高齢者に心を痛めた一人のヤクルトレディが自主的に始めた訪問活動。日本・韓国にて販売員による高齢者への訪問・話し相手活動を実施している。2012年に北海道室蘭市にて自宅のトイレで動けなくなった高齢女性が3日後に訪問したヤクルトレディに発見、救出された事例や2016年に長崎県松浦市で熱中症で倒れていた高齢者が発見され一命をとりとめた事例のように実際に高齢者が救出された例もある。また、群馬県で高齢者の顧客の振り込め詐欺被害を未然に防いだ事例や、徘徊する高齢者の保護など、ヤクルトレディの訪問は防犯対策にも繋がっている。そのため訪問活動をふるさと納税の返礼品に採用する自治体も見られる。

## 制服
日本ユニフォームセンターによると、2013年現在でヤクルトレディの制服は日本の女性用制服として最も出荷数が多く、これまで50年間に複数回モデルチェンジされている。